# Dallenwil
Dallenwil é uma comuna da Suíça, no Cantão Nidwald, com cerca de 1.736 habitantes. Estende-se por uma área de 15,48 km², de densidade populacional de 112 hab/km². Confina com as seguintes comunas: Ennetmoos, Kerns (OW), Oberdorf, Stans, Wolfenschiessen.
A língua oficial nesta comuna é o Alemão.